# Francis Thomas-Fitzmaurice (3e comte de Kerry)
Francis Thomas-Fitzmaurice, 3e comte de Kerry (9 septembre 1740 - 4 juillet 1818) est un pair irlandais. Il est l'héritier d'une grande fortune, mais son extravagance conduit à la perte de tous ses domaines irlandais.

## Biographie
Il est le fils unique de William FitzMaurice, et de Lady Gertrude Lambart, fille de Richard Lambart, 4e comte de Cavan et de Margaret Trant. Son père meurt alors qu'il n'a que sept ans et il devient pupille de la chancellerie. Il fait ses études à l'université de Dublin où il obtient son baccalauréat ès arts en 1758 et sa maîtrise ès arts en 1759.
En 1768, il épouse Anastasia Daly, fille cadette et cohéritière de Peter Daly de Queensbury, comté de Galway. Elle obtient le divorce par une loi du Parlement de son premier mari (qui est aussi son cousin), Charles Daly de Loughrea, afin d'épouser Lord Kerry. Le mariage suscite de nombreux commentaires, pour la plupart défavorables: à part la décision de divorcer de son ancien mari, une étape qui est encore ressentie par beaucoup dans la bonne société comme scandaleuse, Anastasia est beaucoup plus âgée que son mari, socialement elle n'est pas son égale, et elle est catholique. Comme son mari, elle est extravagante et sa famille lui reproche les pertes financières désastreuses de son mari. Néanmoins, l'inscription qu'il a placée sur sa tombe à l'abbaye de Westminster indique clairement qu'il n'a jamais regretté de l'avoir épousée : elle précise que pendant 31 ans, elle l'a rendu « le plus heureux de l'humanité », grâce à sa « charité, sa bienveillance, sa vérité, sa sincérité, sa douceur. et simplicité ».
D'autres qui connaissent le couple adoptent une vision plus négative: Horace Walpole appelle Lord Kerry « un simple jeune pair irlandais qui a épousé une Irlandaise âgée, qui a divorcé à cause de lui, et a gaspillé un vaste domaine sur l'ostentation la plus oisive. » Le cousin et héritier du comte, William Petty, 2e comte de Shelburne, écrit sans charité qu'« il tomba amoureux d'une femme mariée de vingt ans son aînée, la fille d'un éminent avocat catholique romain, et elle ayant obtenu le divorce, l'épousa- [elle était] une personne extraordinairement vaine. Ayant leur façon de se battre dans la bonne société et n'ayant pas d'enfants, ils ont vendu chaque acre de terre qui appartenait à notre famille depuis l'époque d'Henri II. »
Lady Kerry est décédée le 9 avril 1799. Son mari meurt en 1818 et est enterré dans la même tombe à l'abbaye de Westminster. Il n'a pas d'enfants et le titre devient un titre supplémentaire du marquis de Lansdowne, descendant de son oncle John Petty.